# Asaccus gallagheri
Asaccus gallagheri — вид геконоподібних ящірок родини Phyllodactylidae. Мешкає в ОАЕ і Омані.

## Поширення і екологія
Asaccus gallagheri  поширені від гір на півострові Мусандам до гір Харджар в Омані і до сходу ОАЕ. Вони живуть серед скель, зокрема у ваді, на висоті до 1700 м над рівнем моря. Самиці відкладають 2 яйця.